# Signal du Petit Mont-Cenis
De Signal du Petit Mont-Cenis (Punta Clairy in het Italiaans) is een bergtop met een hoogte van 3162 meter in de Franse Alpen, gelegen ten westen van de Col du Mont-Cenis.

## Geografie

### Ligging
De Signal du Petit Mont-Cenis ligt op de waterscheidingslijn van de Adriatische Zee en de Middellandse Zee. De berg ligt deels op het grondgebied van de gemeentes Sollières-Sardières en Lanslebourg-Mont-Cenis in de Franse Haute-Maurienne. De berg bevindt zich tussen de twee belangrijkste cols van het Mont-Cenismassief: de Col du Mont-Cenis en de Col du Petit Mont-Cenis. Vanop de Col du Mont-Cenis liggen het Signal du Petit Mont-Cenis en het Signal du Grand Mont-Cenis aan weerszijden van de bergpas.

### Hiërarchie
Het Petit Mont-Cenis-massief ligt aan de westzijde van de Col du Mont-Cenis; het Grand Mont-Cenis-massief aan de oostzijde. Beide massieven worden tezamen het "Mont-Cenis"-submassief genoemd. Dit submassief vormt tezamen met de submassieven van Ambin en Scolette het ruimere Mont-Cenismassief.
In de Italiaanse SOIAUSA-classificatie wordt het Petit Mont-Cenismassief gezien als een noordelijk deel van de Gruppo Ambin (naar de Mont d'Ambin, 3378m) en de ruimere Alpi del Moncenisio of noordelijke Cottische Alpen. Het Grand Mont-Cenismassief vormt daar een deel van Gruppo Roncia-Lamet, een deel van de zuidelijke Grajische Alpen.

### Geologie
De berg rust op de kristallijne Ambin-sokkel waarop een nappe van kalkschist ligt (schistes lustrés). Kwartsiet dagzoomt bij een laag gips op de zuidoostelijke flank van de berg in de richting van de Pointe de Bellecombe en serpentiniet is sterk aanwezig op de noordelijke flank van de berg.

## Geschiedenis
In april 1945 vonden zware gevechten plaats rond de Petit Mont-Cenis en omgeving (o.a. de Mont Froid). De Franse chasseurs alpins stonden er tegenover Duitse Gebirgsjägers. De gevechten in extreme omstandigheden werden een van de symbolen van de bevrijdingsstrijd in de Alpen. Dit deel van de Maurienne was een van de laatste delen van het Franse grondgebied (Metropolitaans Frankrijk) dat bevrijd werd.
Na het Verdrag van Parijs in 1947, kwam de bergtop, die sinds 1862 op de staatsgrens lag, volledig in Frankrijk te liggen, ten nadele van Italië. Zo kwam ook de zuidelijke flank van de berg in Frankrijk te liggen, waardoor de gemeenschappen in de vallei opnieuw gebruik konden maken van hun bergweiden, waarvan ze sinds 1862 gescheiden waren vanwege de annexatie van Savoye door het Tweede Franse Keizerrijk.
De berg, bezaaid met militaire relicten en versterkingen, is geliefd bij bergwandelaars. De top biedt een panorama van 360° op de omringende bergmassieven en ligt recht tegenover de 3967 meter hoge Dent Parrachée. Het grootste deel van de militaire constructies zijn nog aanwezig. Men kan deze bezoeken met enig risico. De versterkingen zijn verlaten en takelen door de grote hoogte snel af. De ondergrondse galerijen kunnen onder water staan en dieptes verbergen. De westzijde van de berg is nog steeds in gebruik als militair schietterrein.

## Foto's

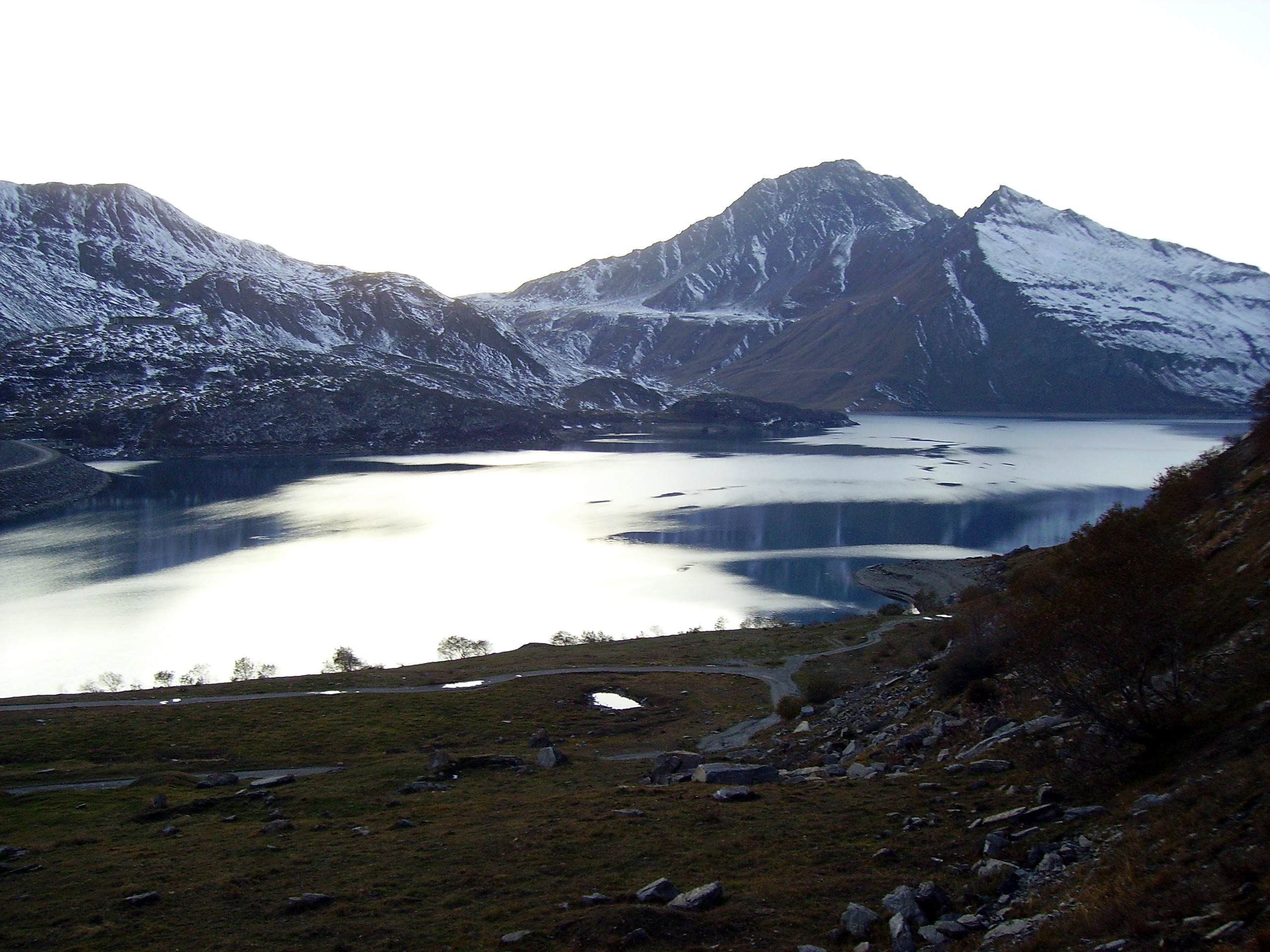
Het meer van de Mont-Cenis met het Signal du Petit Mont-Cenis in de achtergrond
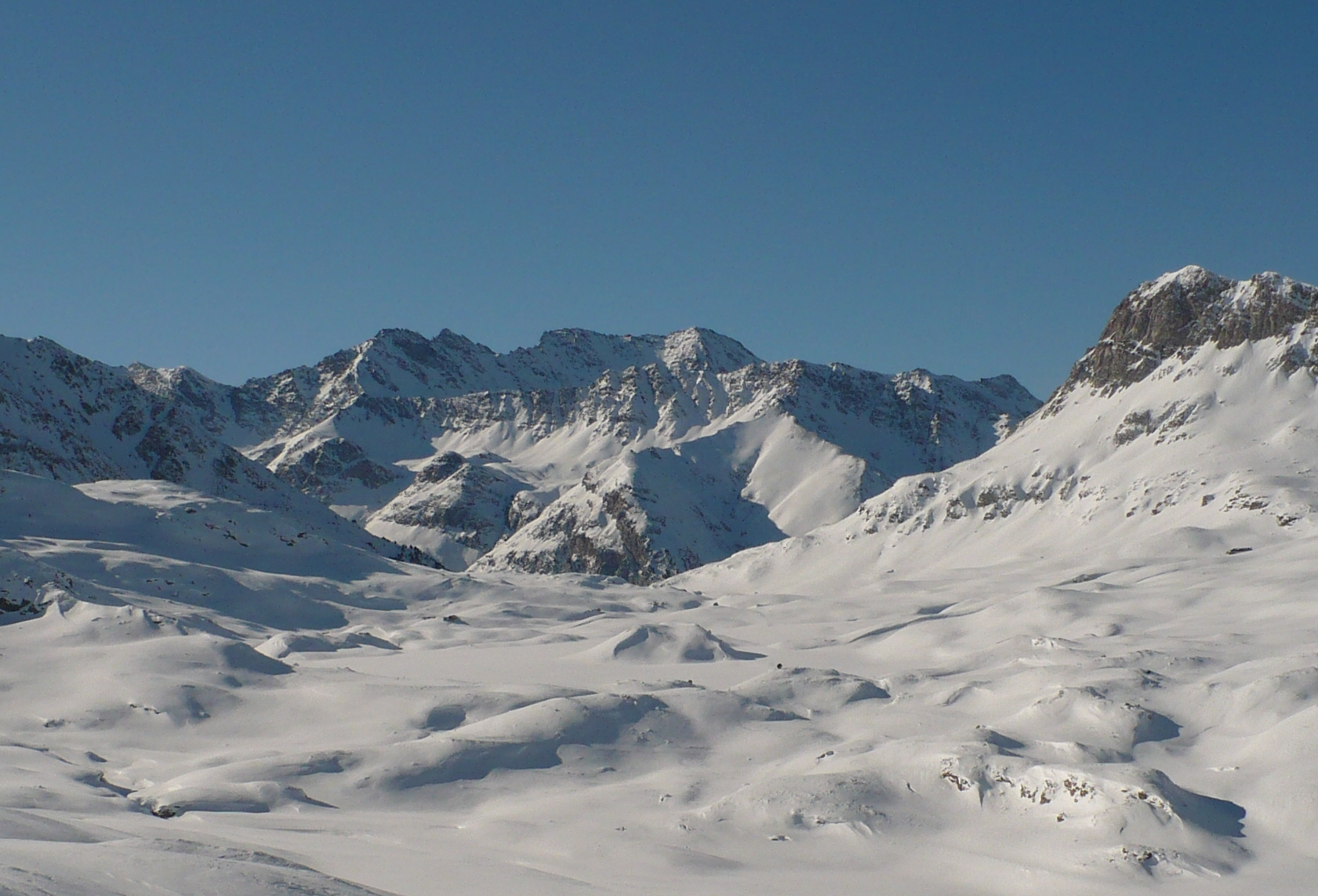
Col du Petit-Mont-Cenis in de winter, met de Vallons d'Ambin in de achtergrond en de pointe de Bellecombe rechts